# 라틴 팝

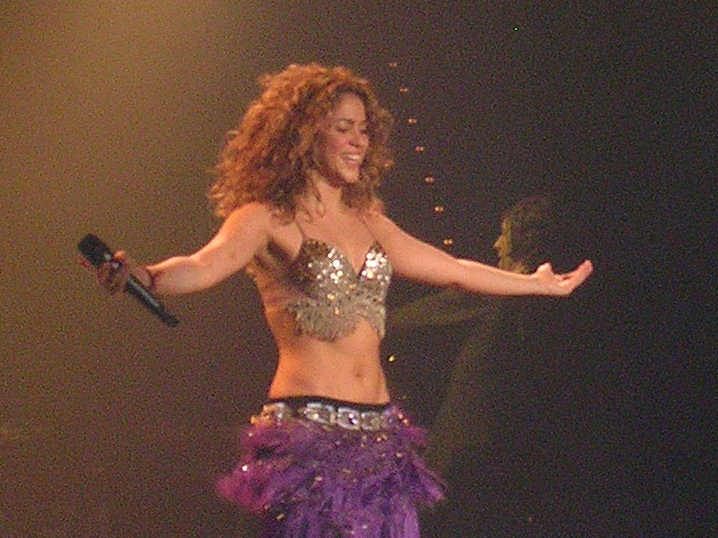

라틴 팝(영어: Latin pop)은 라틴 아메리카와 이베리아반도의 대중 음악이다. 주로 스페인어 및 포르투갈어로 된 노래가 많지만, 영어, 이탈리아어 등의 언어로 노래한 것도 포함된다.

## 같이 보기
- 팝 음악
- 라틴 아메리카의 음악
- 스페인의 음악
- 누에바 올라